# 哈洛德·歐文
哈洛德·歐文 （英語：Harold Owen，1897年5月5日—1971年11月26日） ，是英國著名詩人及軍人威爾弗雷德·歐文的弟弟。
數十年來他設法控制住已逝的哥哥的公眾形象，他的三冊有關於威爾弗雷德的傳記：Journey from Obscurity(發行於1963年)多年來被認為是正確且客觀的記載，但卻還是被注意到一些事。哈洛德尤其害怕大眾會發現哥哥是同性戀，並調查他的信件和日記。